# Raz de marée (roman)
Pour le phénomène hydrologique, voir Raz-de-marée.
Raz de marée (titre original : Flood Tide)  est un roman policier américain de Clive Cussler paru en 1997.